# 都立女子専門学校 (旧制)
| 都立女子専門学校 （都立女専） | 都立女子専門学校 （都立女専） |
| ----------------------------- | ----------------------------- |
| 創立                          | 1943年                        |
| 所在地                        | 東京市芝区 （現 東京都港区）  |
| 初代校長                      | 常田宗七                      |
| 廃止                          | 1952年                        |
| 後身校                        | 東京都立大学                  |
| 同窓会                        |                               |

都立女子専門学校 （とりつじょしせんもんがっこう） は、1943年 （昭和18年） 4月に設立された公立の旧制専門学校。創立時の名称は府立女子専門学校 （府立女専）。

## 概要
- 第二次世界大戦下における理科教員不足を補うために設立された旧制女子専門学校 （女専）。
- 創立時は夜間部 （修業年限4年） のみで、数学科・家事科の 2科を設置。翌年、第1部 （修業年限3年、数学科・物理化学科） を設置した。
- 新制東京都立大学 (1949-2011)理学部 （首都大学東京を経て現：東京都立大学） の前身の一つである。

## 沿革

### 府立女子専門学校・都立女子専門学校
- 1943年4月24日： 専門学校令により府立女子専門学校を設置 （文部省告示第572号）。
  - 修業年限4年の夜間部のみで、本科に数学科・家事科を設置。
  - 既存の高等女学校 （東京府立第六高等女学校、現 東京都立三田高等学校） に附設された。
- 1943年6月1日： 授業開始。
- 1943年7月： 東京都発足に伴い、都立女子専門学校と改称。
- 1944年2月： 第1部 （修業年限3年の昼間部、数学科・物理化学科） を設置。
  - 従来の学科を第2部 （数学科・保健科） と改称。
- 1946年5月： 隣接の赤羽橋国民学校校舎に移転。
- 1947年10月： 第2部の保健科を生活科と改称。

### 大学への昇格
- 1946年： 第2代校長 鈴木桃太郎、大学令による女子大学への昇格案を提出。
  - 法文学部 （法経学・哲学・文学）、理学部 （数学・物理学・化学・生物学） の 2学部案。
- 1946年9月12日： 東京都議会、都立女子大学新設建議を採択。
  - 時期尚早で実現せず。
- 1946年12月20日： 都立6高専校長連名による都立総合大学設立具申書を都に提出。
- 1947年5月22日： 「都立綜合大学準備委員会」 第1回会合 （於： 都立女専）。
- 1947年12月4日： 「都立綜合大学準備委員会」 を都知事に提出。
  - 文科学部、理科学部、医科学部の 3学部案。

旧制都立高等学校・専門学校を母体に新制総合大学を設立する方向となり、その事務局は都立女専に置かれた。
- 1948年4月28日： 都議会、「都立綜合大学設置に関する建議」 を採択。
- 1948年7月13日： 「東京都立大学設置調査委員会」 第1回会合。
- 1948年7月26日： 東京都立大学設立案答申。
  - 人文学部、理学部、工学部の 3学部案 - 実施案。
- 1948年7月27日： 都議会、「東京都立大学設置に関する件」 （臨第32号議案） 可決。
- 1948年7月31日： 文部省に設立認可申請書を提出。
- 1949年2月21日： 新制東京都立大学設立認可 （東学95号）。
- 1949年4月： 東京都立大学発足。
  - 都立女専は理学部の母体の一部となった。
- 1952年3月21日： 都立女子専門学校閉校式。

## 歴代校長
- 初代： 常田宗七 （1943年4月 - 1946年3月）
- 第2代： 鈴木桃太郎 （1946年3月 - 1952年3月）
  - 新制東京都立大学 初代理学部長。

## 校地
創立時は東京市芝区赤羽橋 （現 東京都港区三田） の府立第六高等女学校 （現 東京都立三田高等学校） と同居。第二次世界大戦終戦に伴い、高等女学校生徒が勤労奉仕から帰還し狭隘となったため、1946年5月、隣接の赤羽橋国民学校校舎に移転、廃止の日を迎えた。

## 関連事項
- 東京都立大学 (1949-2011) - 首都大学東京 - 東京都立大学
- 高等女学校
- 旧制専門学校
- 学制改革

## 関連書籍
- 東京都立大学三十年史編纂委員会（編）　『東京都立大学三十年史』　1981年3月。
- 東京都立大学事務局企画調整課（編）　『東京都立大学五十年史』　2000年3月。